# Григорий III (патриарх Константинопольский)
Григо́рий III Мамма́ (греч. Γρηγόριος Γ΄ Μαμμής; ум. 1459, Рим) — константинопольский патриарх с 1445 по 1450 год. Также известен под прозвищами Мелиссин и Стратигопул, так как являлся потомком этих весьма знатных в Византии фамилий.
Григорий III Мамма, будучи сторонником унии Византии с Римом, присутствовал на Ферраро-флорентийском соборе и горячо защищал необходимость церковного единения между Востоком и Западом. Такая позиция была расценена многими как измена православной церкви, что инициировало против него сильнейшее недовольство верующих, и он вынужден был удалиться в Рим, где и скончался в 1459 году.
Проунионисты в оккупированных латинянами районах Греции продолжали считать его законным патриархом Константинополя.
Из трудов Григория III были изданы: «Апология против исповедания Марка Ефесского» и «Ответ на окружное послание того же Марка». Здесь он старается доказать, что определения флорентийского собора согласны с учением древних отцов и учителей церкви. Также известно его послание к трапезунтскому императору: «О прибавке в символе веры», сходное по содержанию с аналогичными произведениями других, склонных к унии, греческих богословов. Известны также его сочинения об опресноках, о блаженстве святых и о власти римского папы. Сочинения его были напечатаны у Миня, «Patrologia graeca» (том 160).
По настоящее время сохранился патриарший крест Григория III Мамма.